# 1612. (филм)
1612. – Хроника Смутног времена (рус. 1612: Хроники смутного времени), је руски филм из 2007. године о Смутним временима и о рату Пољско-Литванског савеза против Русије (1605–1618). Режирао га је Владимир Хотиненко, а продуцент је Никита Михалков. Филм је приказан 1. новембра 2007. године како би се поклопио са прославом Дана националног јединства - 4. новембра којим се обележава истеривање пољских трупа из Москве.
Без обзира на појављивање историјских личности у њему (Ксенија Годунова, књаз Пожарски), филм се може назвати више "костимираним" него "историјским", обзиром да су стварне чињенице и догађаји значајно измењени и прилагођени измишљеној теми.

## Заплет
Радња се одвија у Русији током "Смутних времена", периода грађанских немира, глади и страних инвазија које је уследило након пада династије Рурик, која је владала Русијом од 862. до 1598. године. Протагонист, Андреј био је као дечак слуга на двору цара Бориса Годунова, где је постао сведок убиства царске породице по налогу завереника бојара. Андреј је продан у робље. Након седам година, купује га шпански плаћеник, Алваро Борха који се бори на страни пољске војске. Њихову чету нападну разбојници, а Алваро погине. Андреј и његов друг Костка знају да се слуге без господара сматрају бегунцима и да ће бити обешени. Андреј обуче гардеробу свог мртвог господара, присвоји његово име и претвара се да је "Шпански витез".
Андреја унајми пољски господар Осина, који жели да освоји Москву и користи принцезу Ксенију Годунову да се докопа круне. Док прилазе граду, Андреј заштити девојку Рускињу од пољских војника. Његов прави идентитет је откривен и он бива ухапшен.
Костка међутим, ослободи Андреја и украде принцезу Ксенију (опијену средствима за спавање) и уз помоћ његове девојке Рускиње, искраду се до руског гарнизона. Нажалост, Руси им кажу да је кнез Дмитриј Пожарски одвео највећи део војске и све топове за Москву. Андреј потом направи топ од коже. У зору, пољска војска захтева предају града. Андреј испали врело ђуле у пољско складиште муниције које експлодира и побије већину пољских војника.Сутрадан долази још Пољака и нападају град, али Руси се чврсто држе. Осина наређује гранатирање капије, док Андреј спушта свој топ са зидина на улаз. Хусариа («крилата коњица») почиње напад. Кад су се непријатељи примакли, Андреј испаљује из свог топа ланац који одсече главе пољским витезовима. Капија се сруши, а остали почну да беже. Осина позове Андреја на преговоре и каже да ће, ако Ксенија не изађе сама, убити њену кћер. Андреј је лично изведе из града.Убрзо се Андреј прикључи Русима у Москви. Битка за Москву траје три дана. Пољаци беже након пораза. Осина је заробљен. Андреј га изазива на двобој у којем га и убије. Руски племићи су љути на Ксенију јер је била са Осином. Шаљу је да живи у манастиру. Ускоро је изабран нови цар, Михаил Романов, чија династија ће владати Русијом наредних 300 година.

## Главне улоге
- Пјотр Кислов — Андреј / «Шпанац»
- Артур Смољанинов — Костка
- Михал Жебровски — пољски гетман Кибовски
- Виолета Давидовскаја — Ксенија Годунова
- Рамон Ланга — Алвар Борха
- Марат Башаров — војвода Новолока (по лику Кузме Мињина)
- Михаил Пореченков — књаз Пожарски
- Александр Балуев — Осина, атаман разбојника
- Александр Самојленко — Мордан, убица Фјодора Годунова
- Виктор Шамиров — нунциј језуит Лавицки
- Габријеле Ферцети — Кардинал
- Дмитриј Уљанов — Лажни Дмитриј
- Дмитрий Мухамадеев — мутавац
- Еуклид Кјурдзидис —Дијего Веласкес

## Историјска поузданост
Филм је заснован на историјским догађајима а укључује и неке елементе фикције, попут једнорога. Према антипутиновој опозиционој коалицији «Друга Русија», "највећи део историје (у филму) је разводњен до непрепознатљивости". Филм комбинује уметничке слободе са стварним догађајима, нпр. супротно историјским чињеницама, пољске трупе су одбачене од Москве. Кузма Мињин и Дмитриј Пожарски, главни покретачи народног устанка који је довео до истеривања Пољско-Литванских снага, само се кратко појављују на крају филма.

## Спорно
Критичари Кремља су упоредили филм са совјетском пропагандом. Поставила су се питања о наводним «антипољским» осећањима у филму, али је режисер у интервјуима како пољским тако и руским медијима, нагласио да намера филма није да ни на који начин клевеће Пољаке. Режисер Владимир Хотиненко тврди да је филм направљен у сврху забаве као и да у широким народним масама подигне свест о новом празнику.
Међународни, као и руски критичари сугеришу да филм, наручен од стране Кремља, пропагира основне политичке идеје које је Кремљ «гурао» уочи парламентарних избора у децембру 2007. године: неопходност снажног вођства, подмуклост странаца и важност родољубља. «Смутно време», како је приказано у филму, представља последњу деценију двадесетог века, кад је Русија била нејака, анархична и криминализована држава под снажним утицајем САД. Хотиненко је изјавио: "Мени је битно да публика осети понос. Да се према томе не односе као према нечем што се десило у прадавној историји већ као према недавним догађајима, да осете везу између догађаја од пре 400 година са данашњицом."